# روكسانا صابري
روکسانا صابري (بالفارسية: رکسانا صابری) (بالإنجليزية: Roxana Saberi) (مواليد 1977) صحفية أمريكية، يابانية من أصول إيرانية، تعمل مراسلة لقناة الجزيرة أمريكا. اعتقلت في إيران في نهاية يناير 2009، في البداية لشراء الكحول وهو أمر محظور في ذاك البلد. كما وجه إليها في البداية اتهام بشأن ممارسة العمل الصحفي داخل إيران دون الحصول على تصريح، حيث أعلنت السلطات الإيرانية بعد ذلك أنها سحبت ترخيص عمل صابري في 2006 وأنها ظلت تعمل دون ترخيص منذ ذلك الوقت حسب قول السلطات.

## السيرة الذاتية
تنحد روكسانا صابري من أب إيراني وأم يابانية، وقد ولدت في العام 1977 في مدينة فارغو، داكوتا الشمالية، كما حازت لقب ملكة جمال داكوتا الشمالية في العام 1997، وكانت بين عشر فتيات وصلن إلى تصفيات المسابقة الرسمية لملكة جمال الولايات المتحدة العام 1998. تحمل صابري درجتي ماجستير الأولى من جامعة نورثويسترن الأمريكية والثانية من جامعة كامبريدج في المملكة المتحدة في تخصص العلاقات الدولية، وكانت حتى وقت اعتقالها في إيران تعمل على شهادة ثالثة حول الدراسات الإيرانية والعلاقات الدولية.
سبق لروكسانا صابري العمل لصالح الإذاعة الأمريكية العامة «ان بي آر» و بي بي سي وشبكة فوكس نيوز الأميركية.
في 8 أبريل 2009 وجهت إليها الحكومة الإيرانية تهمة التجسس، حيث حكم عليها سريعا بالسجن لمدة ثماني سنوات، في محاكمة لم تستغرق سوى يوم واحد فقط. وتعمل الآن مراسلة لقناة الجزيرة أمريكا.